# ジョヴァンニ・バッティスタ・ピラネージ
ジョヴァンニ・バッティスタ・ピラネージ（Giovanni Battista Piranesi, 1720年10月4日 - 1778年11月9日）は、18世紀イタリアの画家、建築家である。ローマの景観を描いた版画でも知られる。

## 略歴
ヴェネツィアで石工職人の息子に生まれた。母方の叔父から建築と製図を学んだ。1740年にローマに出て、古代の遺跡に興味を持ち、研究をはじめるとともに、ジュゼッペ・ヴァシ(Giuseppe Vasi: 1710-1782)から版画を学んだ。ローマ教皇の支援を受けて古代遺跡の研究を進めた。また版画を学び、ローマの古代遺跡や都市景観を版画に描き、『ローマの古代遺跡』『ローマの景観』などを刊行した。
古代遺跡を描いたピラネージの細密な版画は、新古典主義建築の展開に大きな影響を与えた。
ローマのピラネージの工房は繁栄し、ピラネージが亡くなった後も息子のフランチェスコ・ピラネージ(Francesco Piranesi : 1758/59–1810)らによって継承された。

## 作品

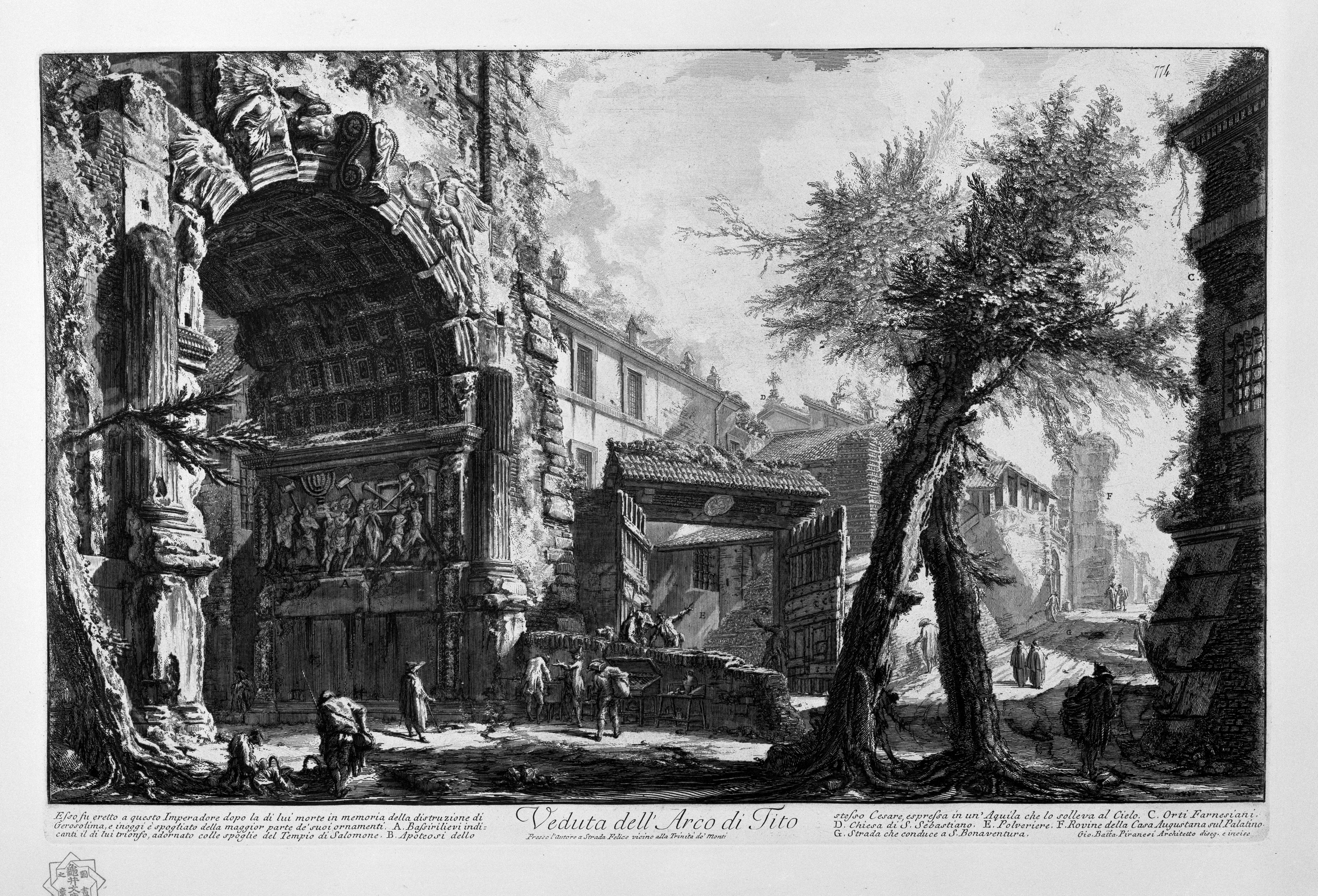
Veduta dell'Arco di Tit
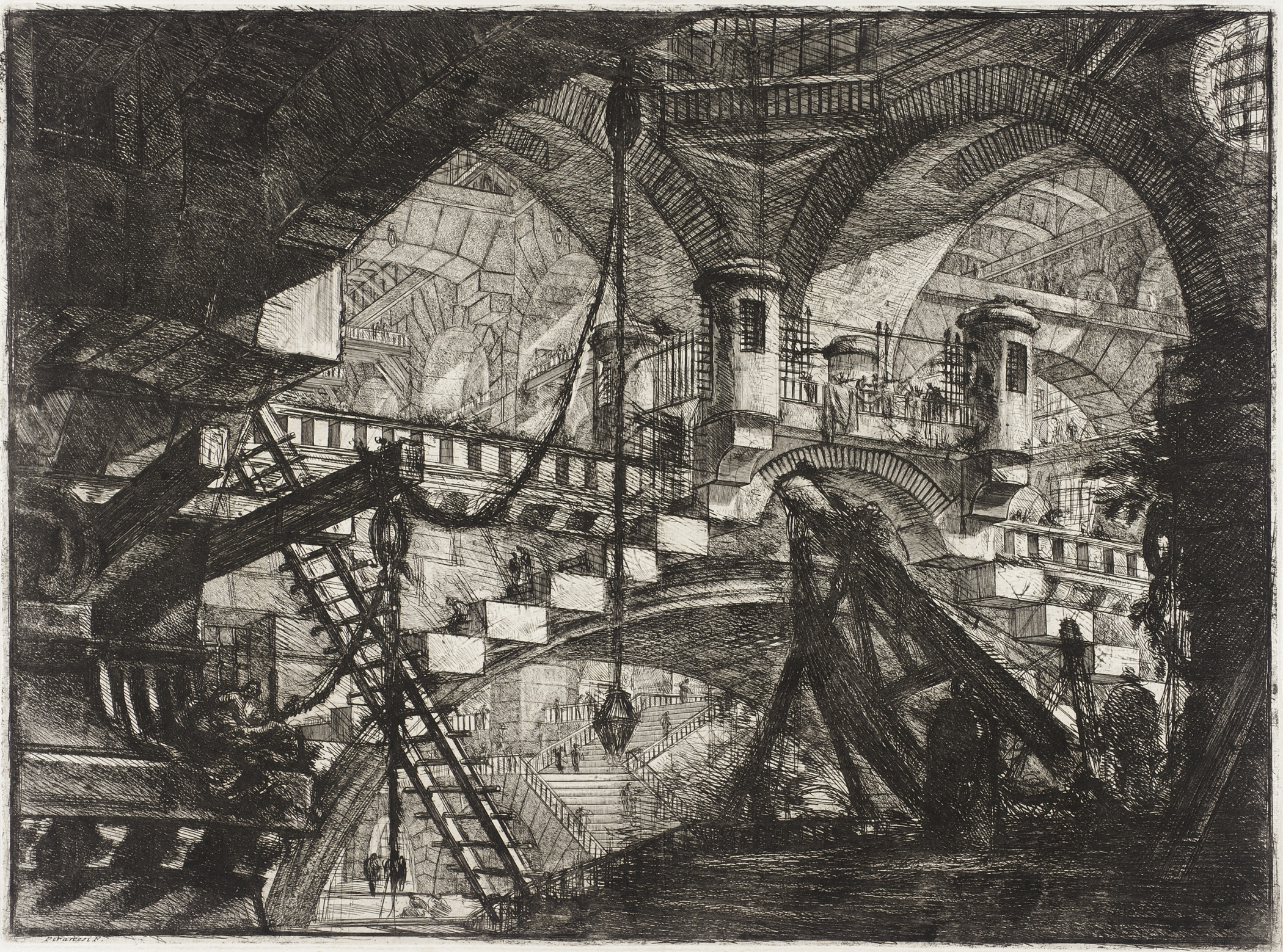
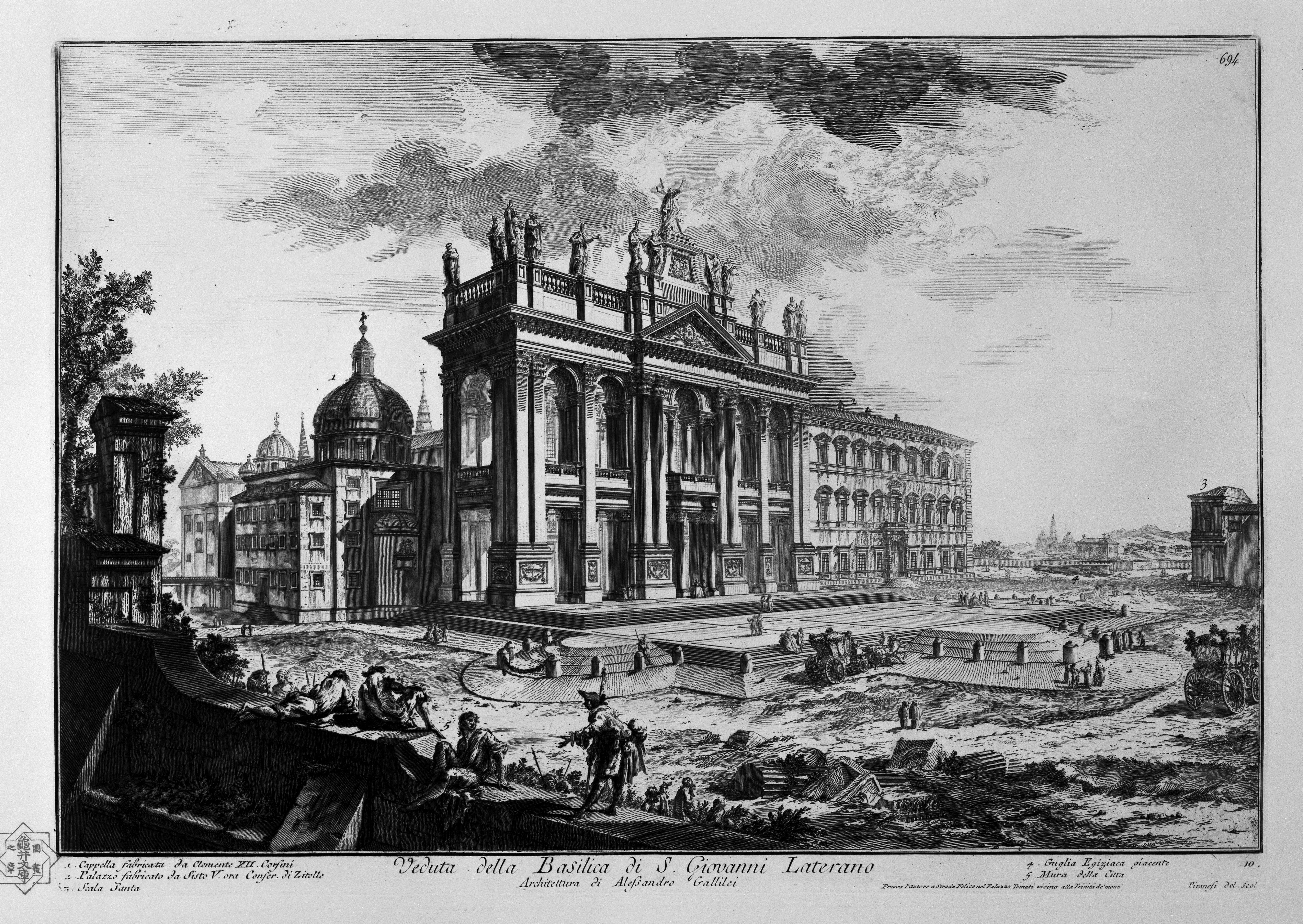
ローマの景観
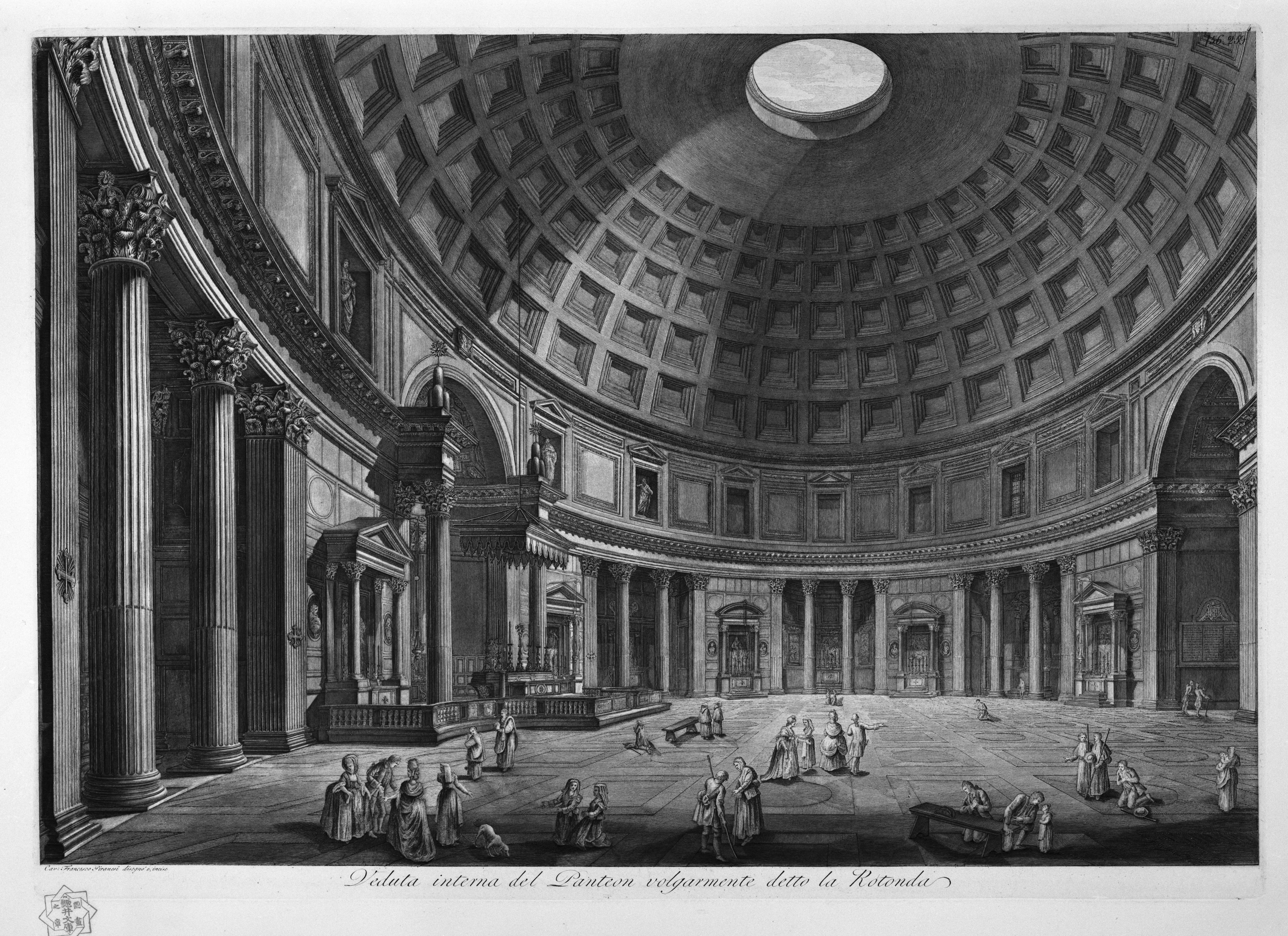
パンテオンのロトンダの内部
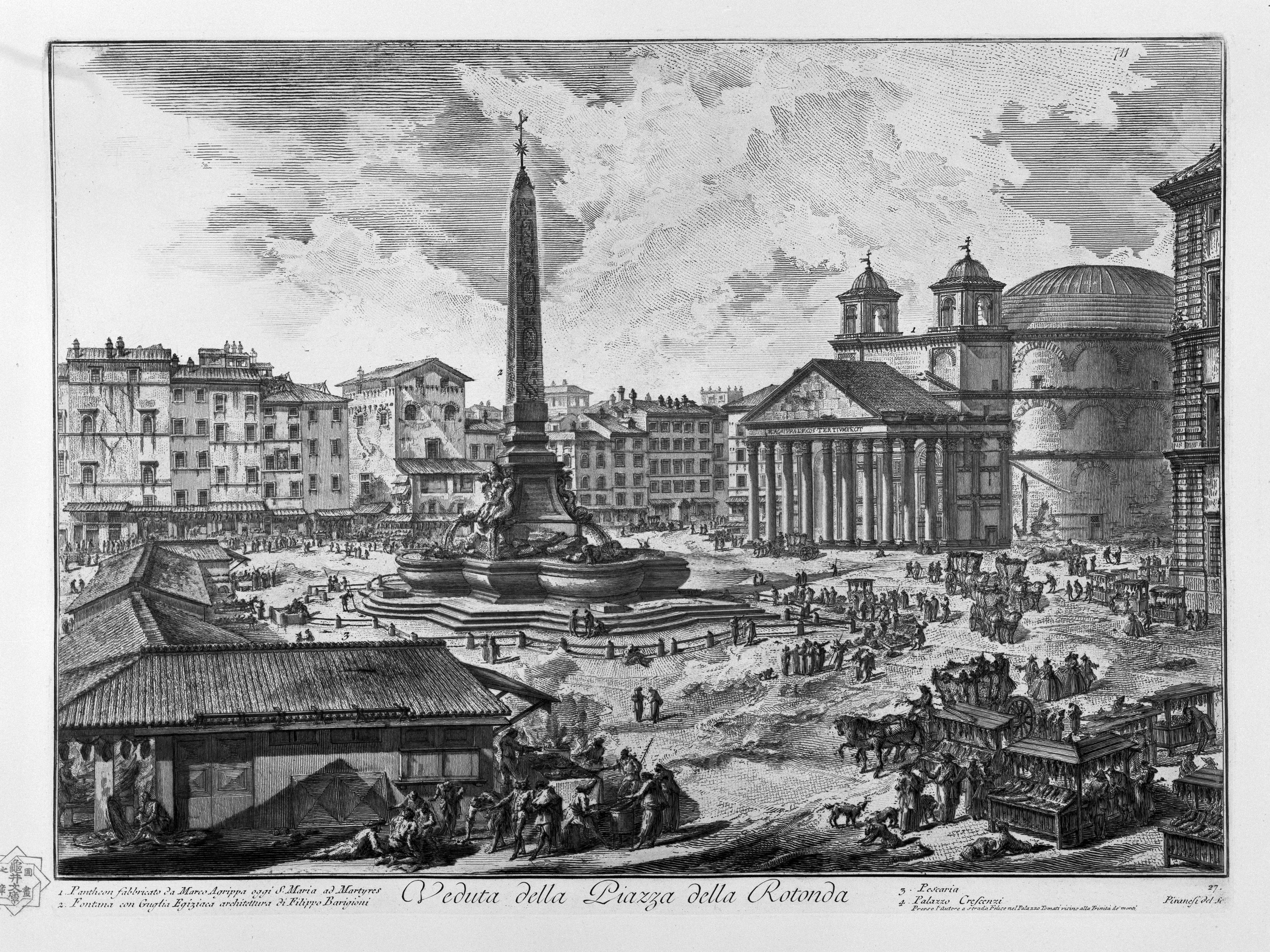
Piazza della Rotonda
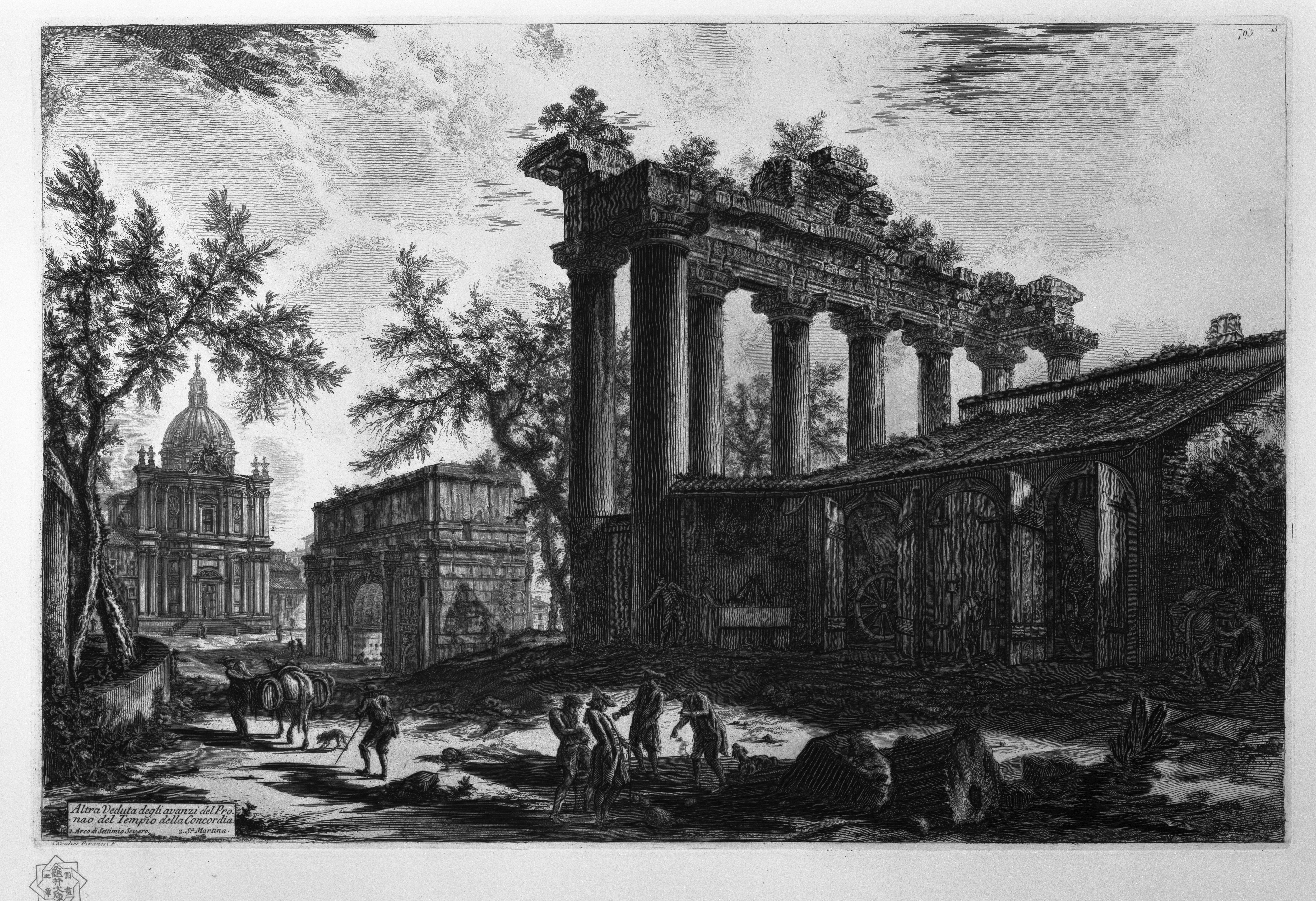
Tempio di Saturno
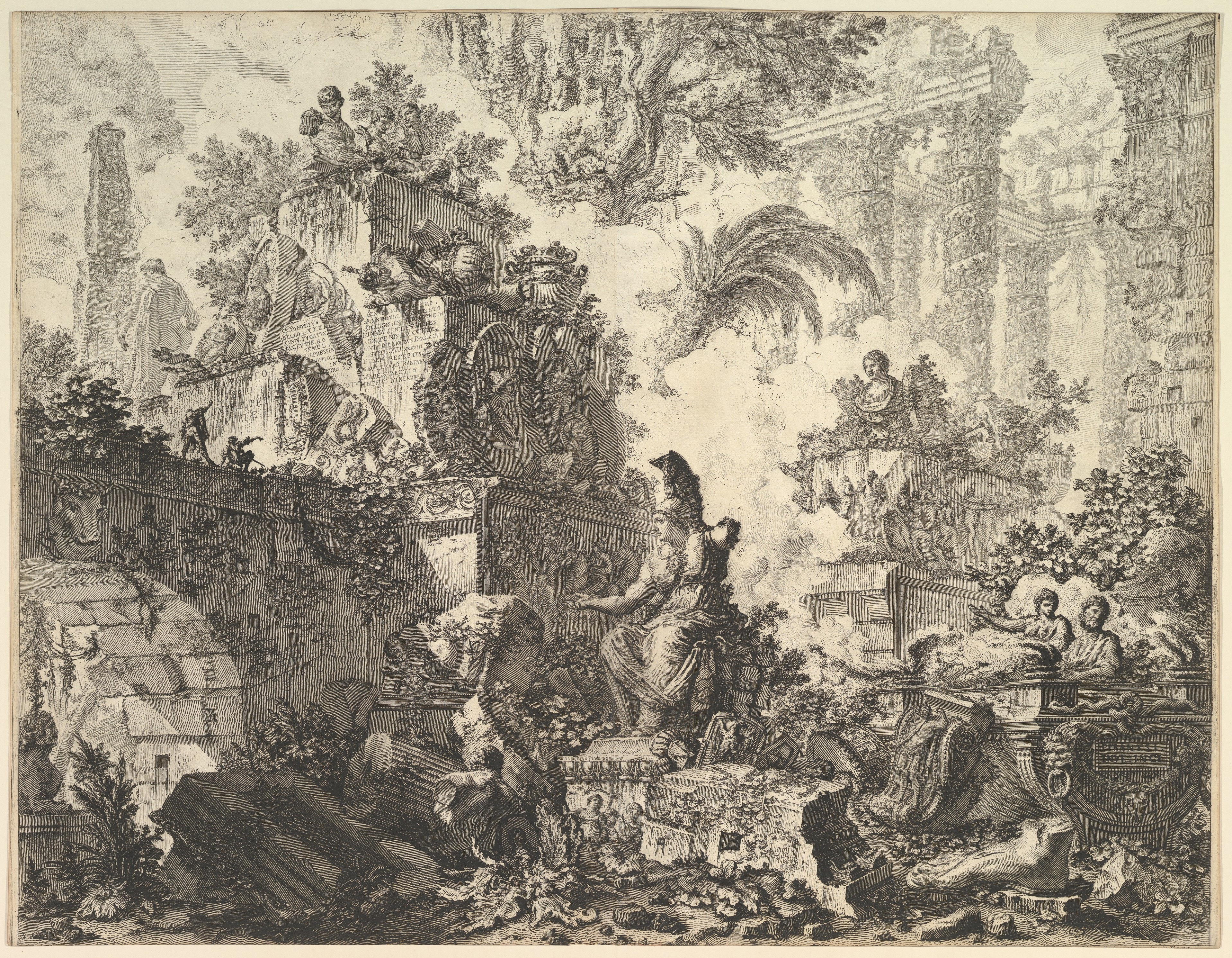
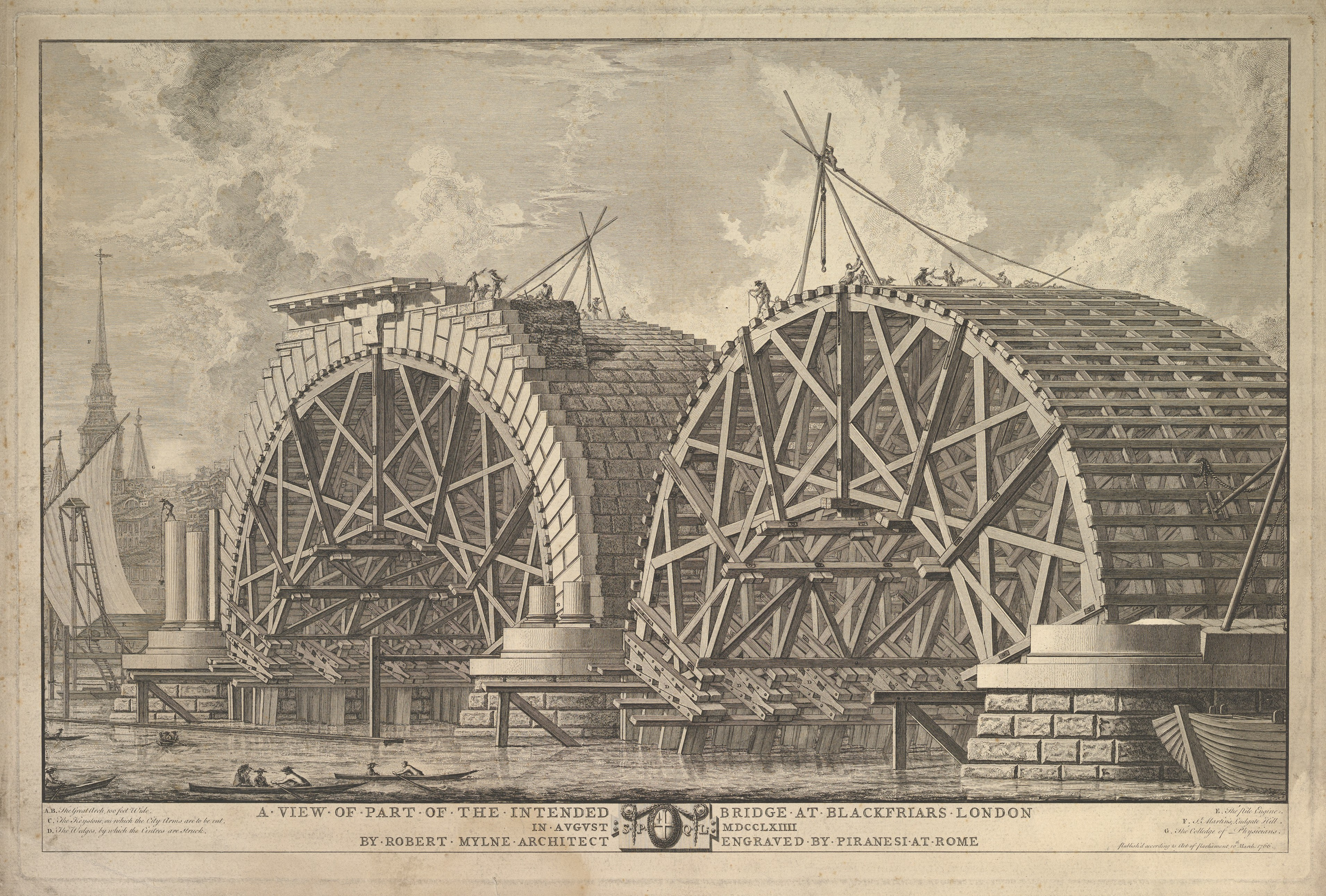

## 日本語文献
- 『ピラネージ建築論　対話』（横手義洋訳、岡田哲史校閲、アセテート、2004年）
- 桐敷真次郎、岡田哲史 『ピラネージと「カンプス・マルティウス」』（本の友社、1993年）
- 岡田哲史 『ピラネージの世界』（丸善〈建築巡礼32〉、1993年）
- マルグリット・ユルスナール 『ピラネージの黒い脳髄』、多田智満子訳
（白水社〈アートコレクション〉、1985年。「ユルスナール・セレクション5」白水社、2001年）、後者は訳文のみ
- ピーター・マレー『ピラネージと古代ローマの壮麗』（長尾重武訳、中央公論美術出版、1990年）
- 長尾重武『ピラネージ　幻想の建築家』（「芸術選書」中央公論美術出版 2024年）